# Roy Watson
Roy Watson (Richmond, 6 augustus 1876 - Hollywood, 7 juni 1937) was een Amerikaanse filmacteur. Tussen 1911 en 1935 verscheen hij in 121 films.

## Gedeeltelijke filmografie
- The Livid Flame (1914)
- The Hazards of Helen (1914)
- The Soul's Cycle (1916)
- The Adventures of Kathlyn (1916)
- The Trail of the Holdup Man (1919)
- Wolf Blood (1925)